# モントリオール・ミラベル国際空港
モントリオール・ミラベル国際空港（モントリオール・ミラベルこくさいくうこう、英: Montreal-Mirabel International Airport、仏: Aéroport international Montréal-Mirabel）は、カナダ・ケベック州のミラベル市にある貨物便及びチャーター機専用の国際空港である。モントリオール市街地から北西35kmの距離、モントリオール・トルドー国際空港から47km北西の距離に位置する。

## 概要
もともとピエール・トルドー（Pierre Trudeau）首相による連邦政府のプロジェクトとして、従来よりドルバル（Dorval）にあったモントリオール・トルドー空港（Montreal-Trudeau（Dorval）International Airport、かつては「ドルバル空港」と呼ばれた）を置き換えるために1975年に開港し、モントリオールの国際線の主要空港として機能した。特に1976年のモントリオールオリンピックに合わせて急遽開港した。
しかしその後、航続距離の長いボーイング747型機やマクドネル・ダグラス DC-10型機の就航を受けて、大西洋横断飛行の際のテクニカルランディング（給油）ニーズが減少したことと、市内により近いドルバル空港の容量問題が解決したことによって、2004年10月より貨物便及びチャーター機のみの利用となっている。
当初は成田国際空港の約40倍近い約3万7000ヘクタールの面積を持つ巨大空港となる予定だったが、建設は中断された。残されたターミナルも維持費がかかり過ぎることから2014年には廃止されることが決定し、取り壊されている。

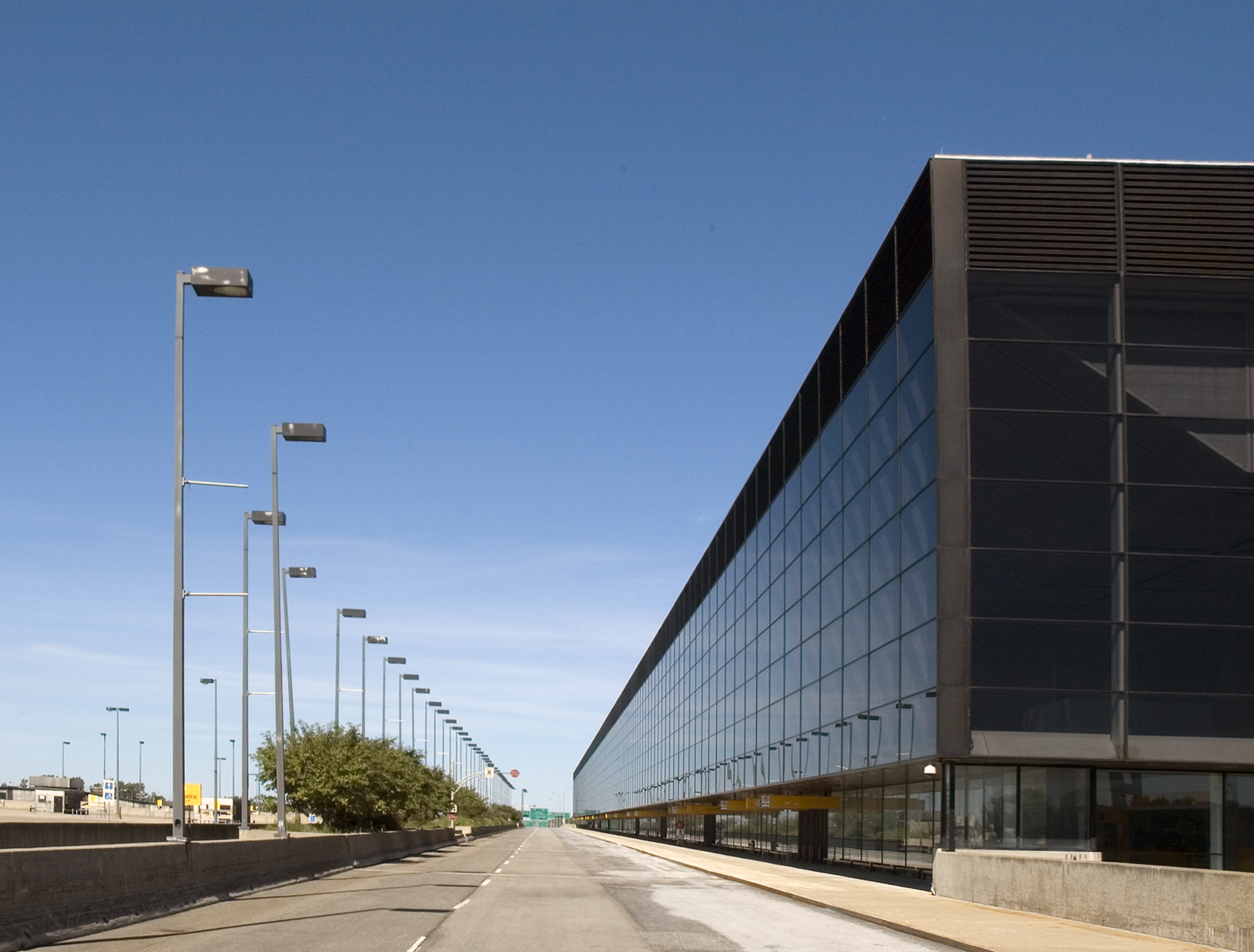
在りし日のターミナルビル
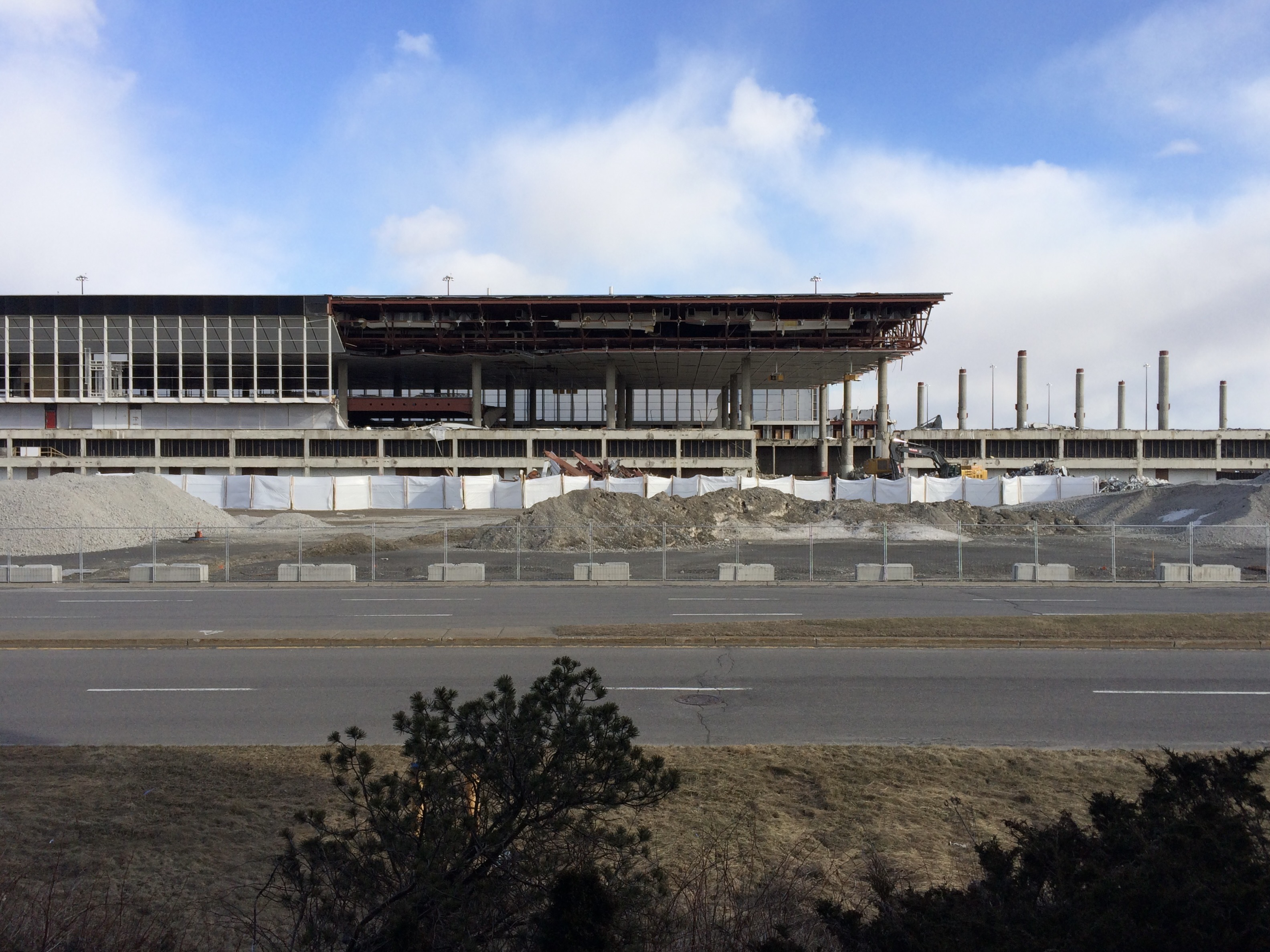
取り壊されるターミナルビル
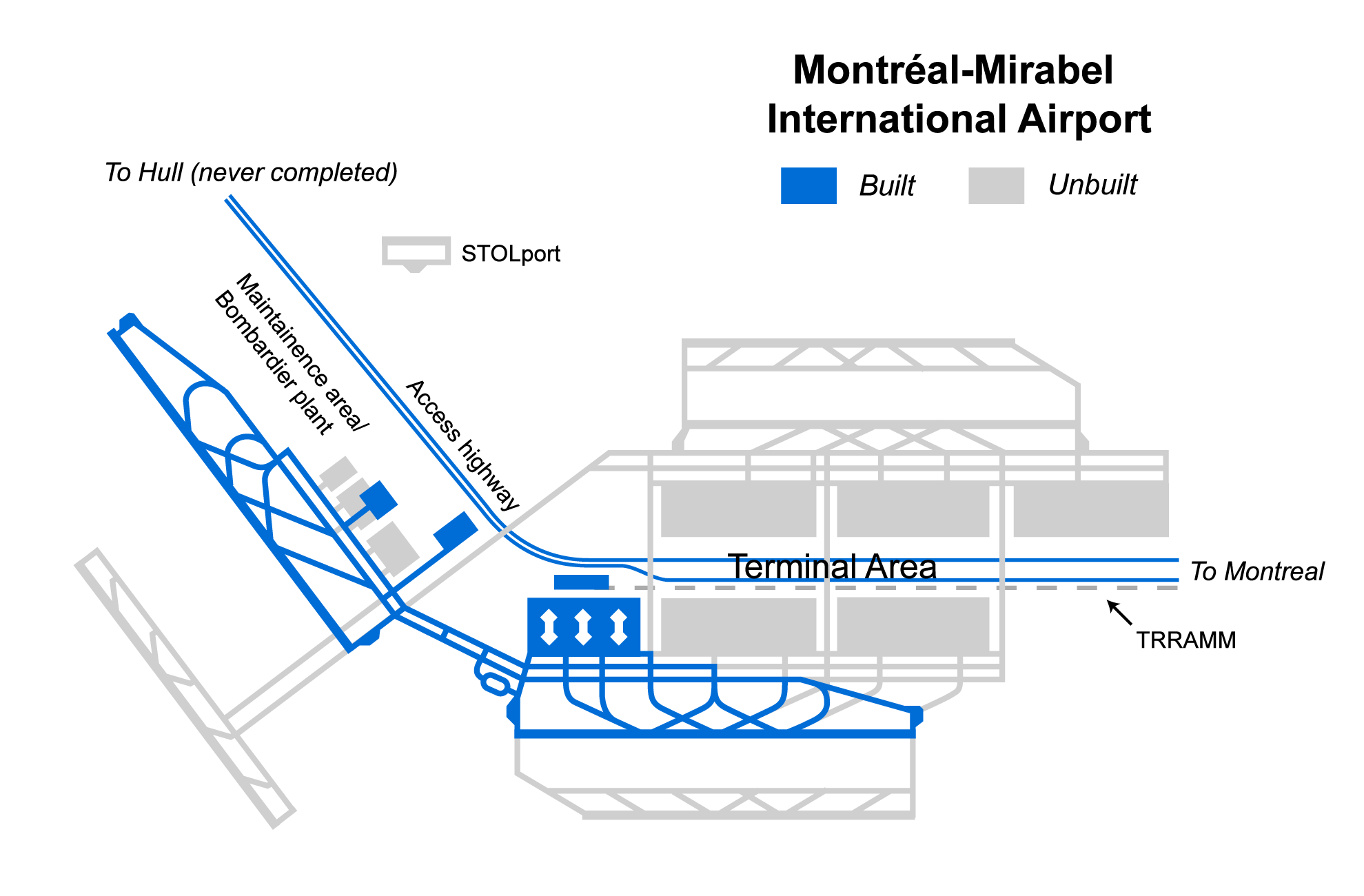
平面図。青色部分が完成部分。灰色部分は当初計画されていた部分。

ターミナル解体後、東側ランプエリア一部は2011年からCircuit ICAR自動車レース場として設定され一部誘導路も閉鎖されていて、設置以降数回NASCAR カナダのレースなどが実施されている。また、更に東側にはボンバルディアのCRJ製造ラインがあるが、2020年同事業は三菱重工に売却され、残った製造ラインは同年度中に残った受注引き渡しをもって閉鎖が決まっている。しかし、エアバスと合弁でA220を製造、販売するエアバス･カナダがA220製造ラインを存続させている。
空港西側に貨物ターミナルがあり、UPS、FedEx、DHLなど航空貨物大手などが乗り入れていて、空港東側のランプエリアが構造上広大でアントノフのAn-225なども運用可能なこともあり、近年同空港飛来機の多くはこうした貨物機が増えている。更に西側には航空機エンジンメーカープラット・アンド・ホイットニー・カナダのMirabel Aerospace Centreが研究・製造ラインとして設置され空港としてそれなりの価値を見いだしている。